# Sveta Trojica v Slovenskih goricah
Sveta Trojica v Slovenskih goricah est une commune située dans la région de Basse-Styrie en Slovénie. La commune a été créée en 2006 à partir d'une partie du territoire de la commune voisine de Lenart.

## Étymologie
Sveta Trojica v Slovenskih goricah pourrait se traduire par « Sainte Trinité en Slovenske Gorice ».

## Géographie
La commune est située au nord-est de la Slovénie dans la région de la Basse-Styrie. Elle est localisée dans la région vallonnée et viticole du Slovenske Gorice.

### Villages
Les localités qui constituent la commune sont Gočova, Osek, Spodnja Senarska, Spodnje Verjane, Sveta Trojica v Slovenskih goricah, Zgornja Senarska, Zgornje Verjane et Zgornji Porčič.

## Démographie
Entre 2007 et 2021, la population de la commune est restée assez stable, aux alentours de 2 000 habitants,.
Évolution démographique
| 2007  | 2008  | 2009  | 2010  | 2011  | 2012  | 2013  | 2014  | 2015  |
| ----- | ----- | ----- | ----- | ----- | ----- | ----- | ----- | ----- |
| 2 284 | 2 232 | 2 197 | 2 130 | 2 110 | 2 118 | 2 100 | 2 087 | 2 052 |
| 2016  | 2017  | 2018  | 2019  | 2020  | 2021  |       |       |       |
| 2 054 | 2 071 | 2 065 | 2 078 | 2 101 | 2 193 |       |       |       |